# Oresbius subguttatus
Oresbius subguttatus är en stekelart som först beskrevs av Johann Ludwig Christian Gravenhorst 1829.
Oresbius subguttatus ingår i släktet Oresbius och familjen brokparasitsteklar. Inga underarter finns listade i Catalogue of Life.